# حسین‌آباد (میان کنگی)
حسین‌آباد، روستایی است از توابع بخش مرکزی شهرستان هیرمند در استان سیستان و بلوچستان ایران.

## اطلاعات
این روستا در دهستان مارگان قرار داشته و براساس آخرین سرشماری مرکز آمار ایران که در سال 1395 صورت گرفته، جمعیت آن 75نفر (18خانوار) بوده‌است.